# Кубок Андорри з футболу 2008
Кубок Андорри з футболу 2008 — 16-й розіграш кубкового футбольного турніру в Андоррі. Переможцем вперше стала Сан-Жулія.

## Календар
| Раунд                 | Дата             | Матчі | Клуби   |
| --------------------- | ---------------- | ----- | ------- |
| Кваліфікаційний раунд | 17 січня 2008    | 1     | 17 → 16 |
| Перший раунд          | 19-21 січня 2008 | 4     | 16 → 12 |
| Другий раунд          | 17 січня 2008    | 4     | 12 → 8  |
| 1/4 фіналу            | 6-10 лютого 2008 | 4     | 8 → 4   |
| 1/2 фіналу            | 18 травня 2008   | 2     | 4 → 2   |
| Фінал                 | 24 травня 2008   | 1     | 2 → 1   |

## Кваліфікаційний раунд
| Команда 1                          | Рахунок | Команда 2                |
| ---------------------------------- | ------- | ------------------------ |
| 17 січня 2008                      |         |                          |
| Інтер-II (Ескальдес-Енгордань) (2) | 2:3     | Спортінг (Ескальдес) (2) |

## Перший раунд
| Команда 1               | Рахунок | Команда 2                |
| ----------------------- | ------- | ------------------------ |
| 19 січня 2008           |         |                          |
| Енкамп (2)              | -:+     | Уніо Еспортива (2)       |
| 20 січня 2008           |         |                          |
| Лузітанос II (2)        | -:+     | Екстременья (2)          |
| Атлетік (Ескальдес) (2) | +:-     | Принсіпат II (2)         |
| 21 січня 2008           |         |                          |
| Ранжерс II (2)          | +:-     | Спортінг (Ескальдес) (2) |

## Другий раунд
| Команда 1               | Рахунок | Команда 2                   |
| ----------------------- | ------- | --------------------------- |
| 27 січня 2008           |         |                             |
| Ранжерс II (2)          | 1:5     | Принсіпат                   |
| Екстременья (2)         | 7:1     | Каса Естрелла дель Бенфіка  |
| Уніо Еспортива (2)      | 1:2     | Енгордані                   |
| Атлетік (Ескальдес) (2) | 0:3     | Інтер (Ескальдес-Енгордань) |

## 1/4 фіналу
| Команда 1                   | Рахунок | Команда 2    |
| --------------------------- | ------- | ------------ |
| 6 лютого 2008               |         |              |
| Принсіпат                   | -:+     | Санта-Колома |
| 10 лютого 2008              |         |              |
| Екстременья (2)             | 0:6     | Сан-Жулія    |
| Енгордані                   | 0:1     | Лузітанос    |
| Інтер (Ескальдес-Енгордань) | 1:2     | Ранжерс      |

## 1/2 фіналу
| Команда 1      | Рахунок      | Команда 2    |
| -------------- | ------------ | ------------ |
| 18 травня 2008 |              |              |
| Лузітанос      | 1:1 пен. 4:3 | Санта-Колома |
| Сан-Жулія      | 6:1          | Ранжерс      |

## Фінал
| 24 травня 2008 |

| Сан-Жулія | 6:1 | Лузітанос |
| --------- | --- | --------- |
|           |     |           |

| Комуналь д'Айшовалль, Айшоваль |